# Tudor Margit skót királyné
Tudor Margit (1489. november 28. – 1541. október 18.) skót királyné. Az első Tudor-házi uralkodó, VII. Henrik angol király és Yorki Erzsébet leánya. Anyja révén IV. Eduárd angol király leszármazottja. Apja, VII. Henrik apai nagyanyja nem más volt, mint Valois Katalin, francia hercegnő. (Henrik édesanyja, Beaufort Margit John of Gaunt egyik leszármazottja volt. John édesapja nem más volt, mint III. Eduárd angol király.)
Margitnak 7 testvére született:
- Artúr walesi herceg, a trónörökös, akinek korai halála után öccse, Henrik (a későbbi VIII. Henrik angol király) feleségül vette özvegyét, Aragóniai Katalin spanyol infánsnőt, aki I. Izabella kasztíliai királynő és II. Ferdinánd aragóniai király gyermeke volt
- Henrik, a későbbi VIII. Henrik angol király
- Erzsébet, aki csupán három évig élt
- Edmund, Somerset hercege (mindössze 1 év 2 hónapot élt)
- Katalin, aki még születése napján meghalt

Egy húga is volt, Mária, aki XII. Lajos francia király felesége lett. Volt még egy öccse is, Eduárd, aki még kisgyermekként meghalt.
1503. január 25-én, képviselő útján, az angliai Richmond Palotában az akkor csupán 13 esztendős Margitot feleségül adták a nála 16 évvel idősebb IV. Jakab skót királyhoz, akivel a hivatalos skóciai esküvői szertartásra az év augusztus 8-án került sor, a Holyrood Apátságban.
A királyi párnak hat közös gyermeke született:
- James, Rothesay hercege (1507. február 21-1508. február 27.)
- Egy ismeretlen nevű leánygyermek (1508. július 15-1508. július 15.)
- Artúr, Rothesay hercege (1509. október 20-1510. július 14.)
- Jakab, később V. Jakab néven skót uralkodó (1512. április 10-1542. december 14.)
- Egy ismeretlen nevű lánygyermek (1512 novembere-1512 novembere)
- Sándor, Ross hercege (1514. április 30-1515. december 18.)

1513. szeptember 9-én, 10 évnyi házasság után, a floddeni ütközetben elhunyt Margit férje, a csupán 40 esztendős király (született: 1473. március 17-én).
Tudor Margit e házassága révén apai nagyanyja lett a későbbi skót királynőnek, Stuart Máriának, ezért történhetett meg az, hogy felnőve Mária nemcsak a skót, hanem az angol trónra is igényt formálhatott, mivel dédapja VII. Henrik (Margit édesapja) volt.
1514. augusztus 6-án, titokban nőül ment a vele egyidős Archibald Douglashez, Angus 6. grófjához, akitől 13 évvel később elvált. Egy közös lányuk született, Margaret Douglas, 1515. október 8-án ( Ő 1578. március 7-én hunyt el.).
1528. március 3-án Margit újból férjhez ment, ezúttal a nála 6 évvel fiatalabb Henry Stewart-hoz, Methven 1. urához. Ebből a frigyből ugyancsak egy lánygyermek született, Dorothea Stewart, aki sajnos igen korán meghalt.
A sors furcsa fintora, hogy Margit unokái, az első házasságából származó fiától, V. Jakabtól született Stuart Mária, és a második házasságából származó lányától, Margaret Douglastól született Henry Stuart, más néven Lord Darnley, 1565-ben összeházasodtak. Kettejük fia lett később, I. Jakab néven Anglia királya (1603-tól), VI. Jakabként pedig Skócia királya (1567-től).
Az özvegy királynét második és harmadik férje is túlélte (Douglas 1557-ben, Stewart pedig 1552-ben hunyt el). Nyolc gyermeke közül csupán kettő élte túl Margitot: V. Jakab és Margaret Douglas.
Tudor Margit 1541. október 18-án, 51 éves korában hunyt el, a Methven Kastélyban. Utolsó életben maradt testvére, a nála két évvel fiatalabb VIII. Henrik még hat évet élt. Margit már nem érhette meg unokája, Stuart Mária, a későbbi skót királynő világrajövetelét, aki 1542. december 8-án született, fia második házasságából.
| Előző Oldenburgi Margit | Skót királyné 1503 – 1513 | Következő Valois Magdolna |

| Előző uralkodó: IV. (Stuart) Jakab | Skócia uralkodója 1513–1528 (Régens) | Következő uralkodó: V. (Stuart) Jakab |